# 서울 지장사 감로도

지장사 감로도(地藏寺 甘露圖)는 조상숭배신앙 또는 영혼숭배신앙을 바탕으로 제작된 불화로, 죽은 사람의 극락왕생을 위한 신앙내용을 도설하고 있는 그림이다.
영가(靈駕)의 천도(遷度)를 목적으로 제작된 불화이므로 영단불화(靈壇佛畵)라고도 하며, 삼단불화(三壇佛畵) 가운데 하단불화이다. 한편 아귀나 지옥의 중생에게 감로미(甘露味)를 베푼다고 하여 감로탱화라고도 한다. 감로왕은 아미타부처님을 이르는 말이므로 감로왕도는 아미타정토신앙에 바탕을 두고 있음을 알 수 있다.
이 그림은 대웅전 안 아미타삼존상의 우측 단에 지장보살도와 함께 걸려져 영단탱화로서의 기능을 수행하고 있으며, 기둥과 기둥사이의 벽면에 걸려져 있는데, 벽면이 보이지 않을 정도로 딱 들어가게 제작되었음이 눈에 띈다.

## 그림 속 묘사
고종 30년(1893)에 조성된 이 그림은 3단 구성으로 이루어져 있는데, 상단부에는 중앙에 7여래가 자리하고, 화면의 우측에는 구름 위에 지장보살상과 관음보살상이 그려져 있으며, 화면의 좌측에는 망자의 영혼을 극락으로 인도하기 위해 구름을 타고 하강하는 인로왕보살(引路王菩薩)이 묘사되고 있는데, 보살의 시선이 마치 나무아래에서 바둑을 두고 있는 신선들을 내려다보는 것처럼 표현되어 이채롭다.
화면의 중앙부에는 성반(盛飯)이 차려진 시식단(施食壇)이 있으며, 그 아래에는 목이 가늘어 먹지 못하는 2구의 아귀가 마주보며 서 있다. 시식단의 옆에는 의식을 집행하는 승려들의 무리가 표현되고 있는데, 병풍을 두른 채, 법고를 두들기는 등 악기를 들고 아귀를 보면서 의식을 집전하는 형태로 묘사되고 있다. 
보통 감로왕도의 하단부에는 육도윤회(六道輪回)의 중생들이 묘사되는데, 이 그림의 좌측 화면에서는 무당이 굿을 하는 장면과 춤을 추고 있는 일군의 무리, 어부가 배를 저어 선착장에 도착하는 모습이 그려져 있으며, 호랑이 한 마리가 나무 위에 올라가서 이를 내려다보고 있는 장면으로 묘사되어서 주목된다.
화면의 우측에는 말을 타고 전투에 임하는 군사들의 모습, 기녀들과 함께 술을 마시고 있는 한량, 소고(小鼓)를 들고 있는 악공들과 이에 맞춰 춤을 추는 남녀, 그리고 경상에 책을 놓고 공부하는 학생들의 모습들이 묘사되고 있다. 그 위에는 불타고 있는 화목 위에서 고통받고 있는 중생의 모습을 그리고 있어 지옥의 장면이 묘사되고 있음을 알 수 있다. 
지장사대웅전감로왕도는 전체적으로 인물의 묘사가 비교적 많지 않은 대신에 화면의 사방 주위를 산수와 수목으로 표현함으로써 조선불화(朝鮮佛畵)가 지니는 군도형식의 이미지를 극복하려는 경향을 엿볼 수 있다.
채색에 있어서는 여타의 불화와 같이 적색과 녹색을 주조로 하면서, 청색의 사용이 두드러지는 등 19세기 중반 이후의 불화가 지니는 양식을 살필 수 있게 하고 있다.

## 그림의 작자
이 그림은 지장사 대웅전의 지장시왕도ㆍ신중도ㆍ현왕도ㆍ팔상도와 함께 화승 금호당(錦湖堂) 약효(若效)가 그린 불화이다. 약효 스님은 19세기 후반에서 20세기 초반에 걸쳐 마곡사(麻谷寺)를 중심으로 충청남도 지역에서 활동하였던 승려로 보응당(普應堂) 문성(文性)에게 화맥을 전수하고, 다시 김일섭(金日燮)에게 전승되면서 20세기 한국 불화제작에 큰 영향을 끼쳤던 화승이다. 
1893년에 지장사에서는 경운(慶雲) 계향(戒香)에 의해 불상 개금불사와 더불어 탱화 조성불사가 이루어졌는데, 이때 약효 스님이 화사로 초청되어 불화제작을 주도하였던 것으로 보인다. 
마곡사의 화승인 약효가 본거지를 떠나 지장사에까지 와서 불화 제작에 참여하고 있음은 주목할 만한 사실이며, 화승들의 활동지역과 관련하여 귀중한 연구자료로서 참고된다고 할 것이다.

## 참고 자료
- 지장사 감로도 - 국가유산청 국가유산포털

 본 문서에는 서울특별시에서 지식공유 프로젝트를 통해 퍼블릭 도메인으로 공개한 저작물을 기초로 작성된 내용이 포함되어 있습니다.